# Straldja (obchtina)
Pour la ville, voir Straldja.
L'Obchtina Straldja (bulgare : Община Стралджа) est une commune dans le sud-est de la Bulgarie.

## Géographie physique
La commune de Straldja est située dans l'est de la Bulgarie, à 310 km à l'est de la capitale Sofia.
La commune se trouve dans lle nord-est de la plaine de Thrace du Nord et couvre les premières pentes du Grand Balkan.

## Géographie humaine
| 1926 | 1934   | 1946   | 1956   | 1965   | 1975   | 1985   | 1992   | 2001   |
| ---- | ------ | ------ | ------ | ------ | ------ | ------ | ------ | ------ |
| -    | 29 630 | 32 445 | 31 347 | 27 391 | 22 514 | 18 822 | 18 074 | 15 828 |

| 2011   | 2021   | 2022   | - | - | - | - | - | - |
| ------ | ------ | ------ | - | - | - | - | - | - |
| 12 701 | 11 331 | 10 176 | - | - | - | - | - | - |

## Administration

### Structure administrative
La municipalité de Straldja comprend 22 localités (1 ville et 21 villages) :
| - Alexandrovo - Atolovo - Bogorovo - Vodénitchané - Voynika - Djinot | - Irètchékovo - Kamenets - Leyarovo - Lozenets - Lyulin - Malénovo - Nedialsko | - Palaouzovo - Polyana - Pravdino - Parvenets - Saransko - Tamarino - Tcharda - Zimnitsa |

Le chef-lieu de la commune de Straldja est la ville de Straldja.

### Maires
| Période                                  | Période  | Identité      | Étiquette                         | Qualité |
| ---------------------------------------- | -------- | ------------- | --------------------------------- | ------- |
| Les données manquantes sont à compléter. |          |               |                                   |         |
| 2003                                     | 2015     | Mitko Andonov | PSB                               |         |
| 2015                                     | En cours | Atanas Kirov  | coalition La Bulgarie des régions |         |

## Galerie

Carte géographique de la commune de Straldja
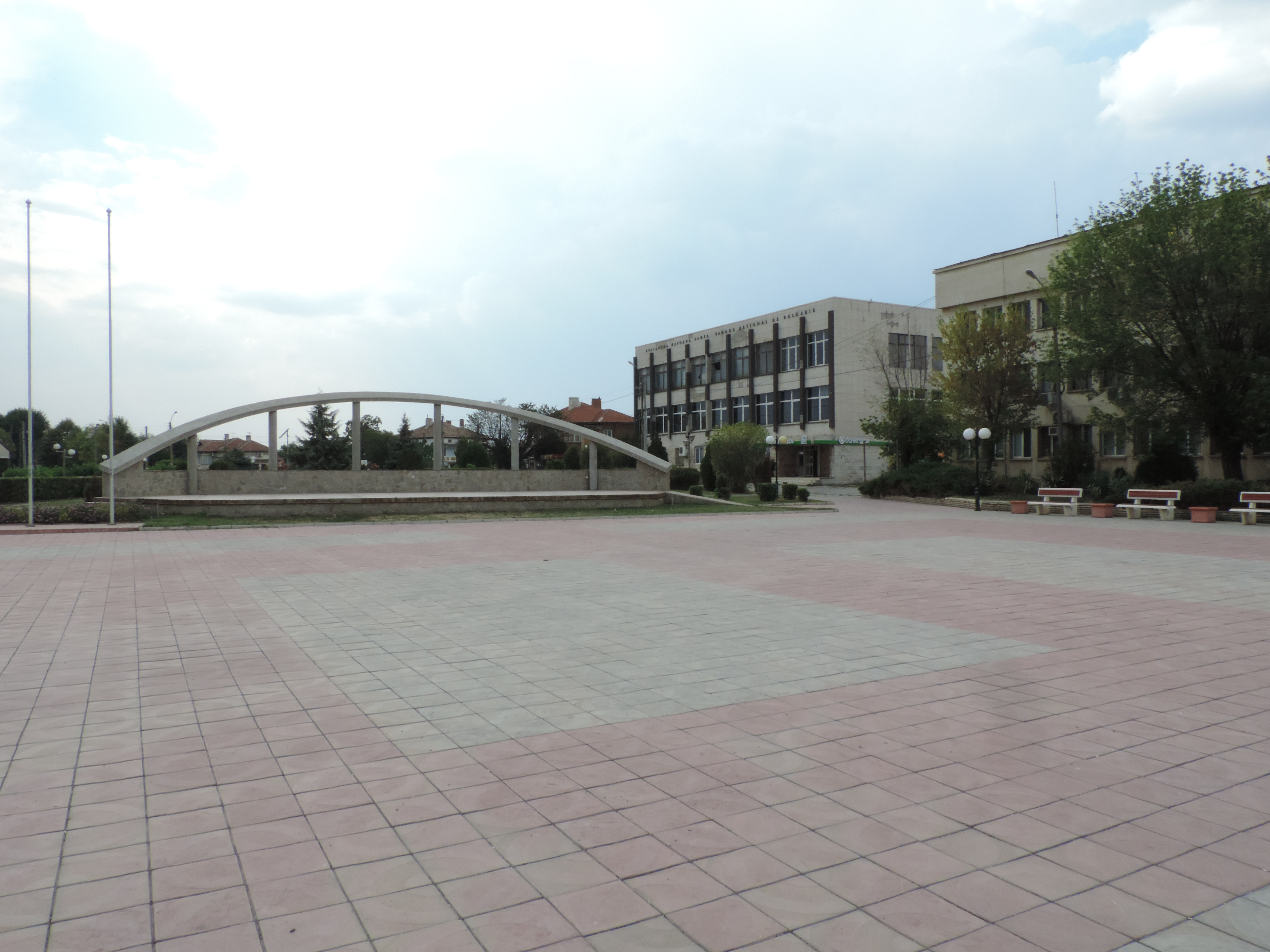
Straldja : la place centrale et l'hôtel de ville au fond à droite
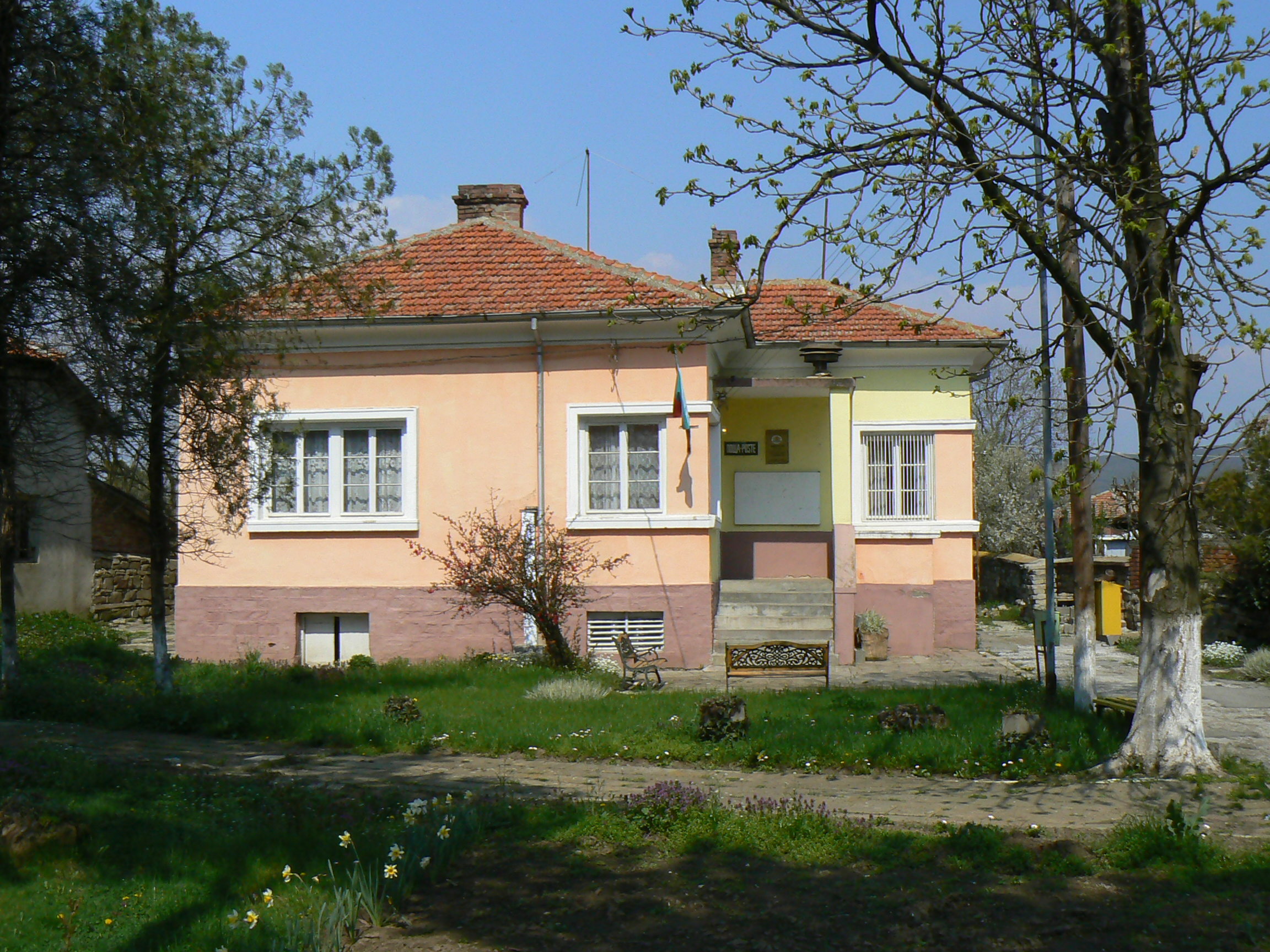
Lozenets : La mairie de village
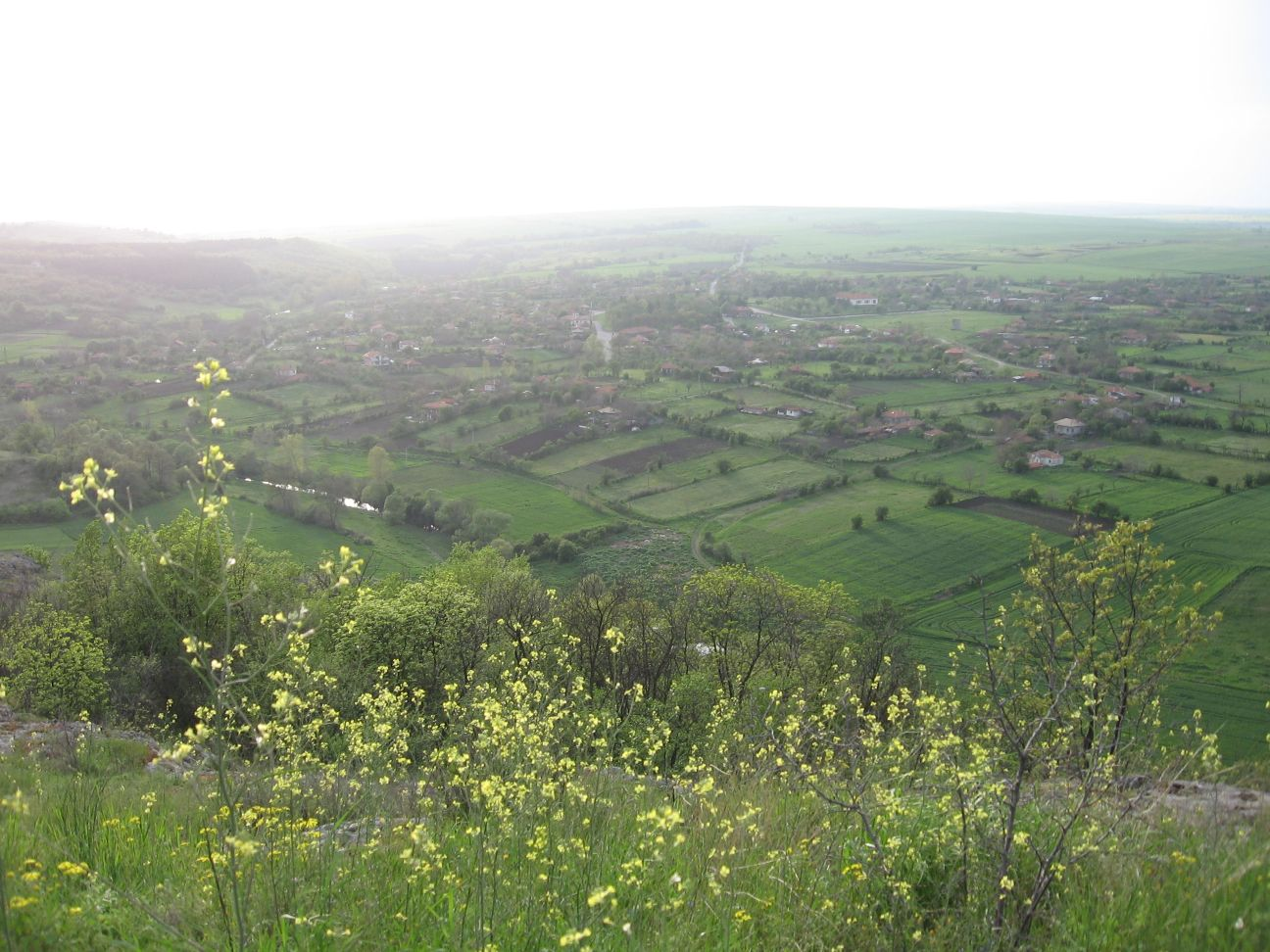
Pravdino : vue panoramique
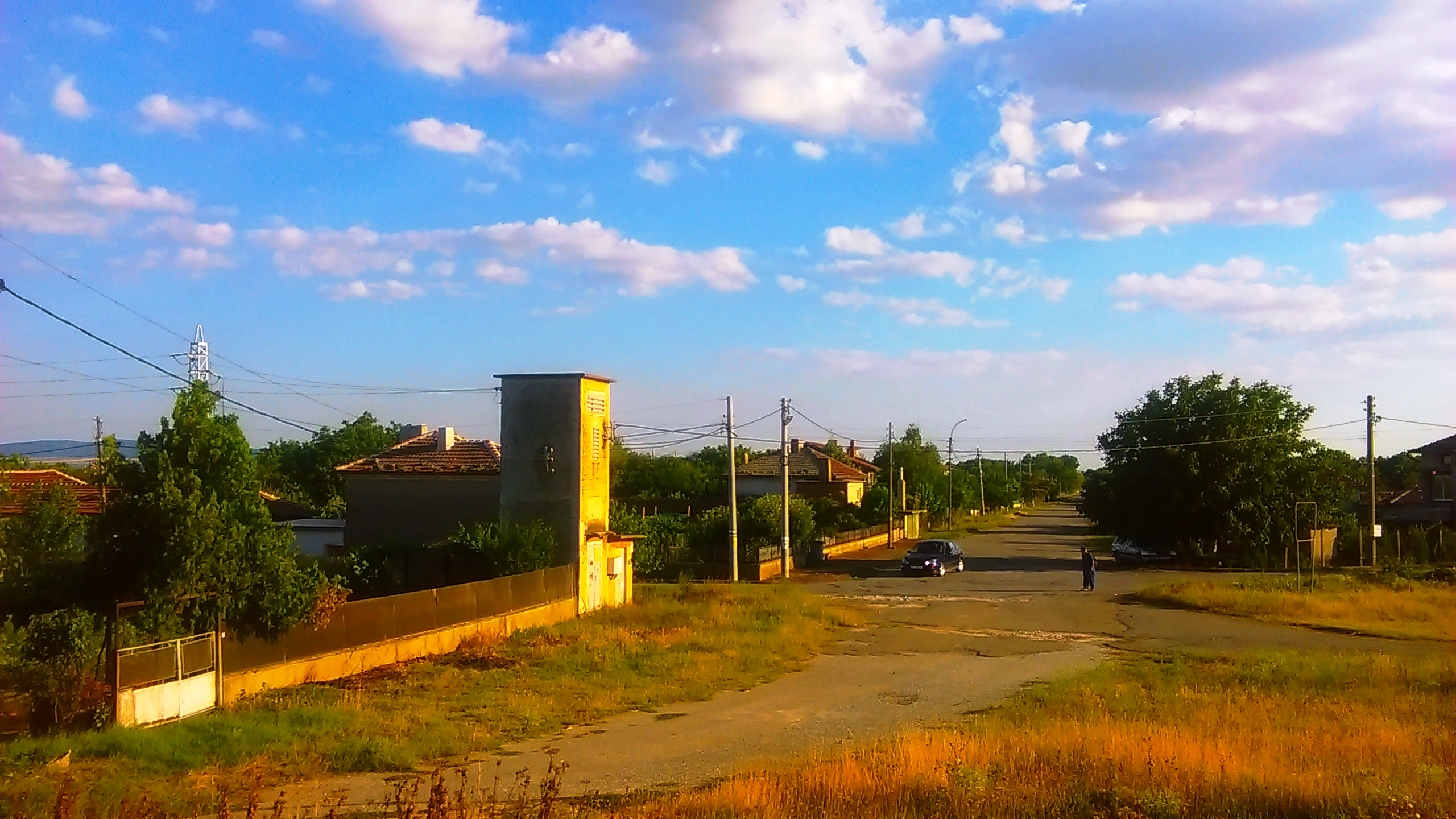
Zimnista : vue depuis la ligne de chemin de fer